# Verraco
Mit dem spanischen Wort Verraco oder dem portugiesischen Wort Berrão (= „Eber“) werden verschiedene aus Granitblöcken gefertigte Tierskulpturen bezeichnet, die in den ehemaligen Siedlungsgebieten der keltischen Stammesgruppen der Vettonen, also im heutigen Nordwesten Spaniens und im Nordosten Portugals zu finden sind.

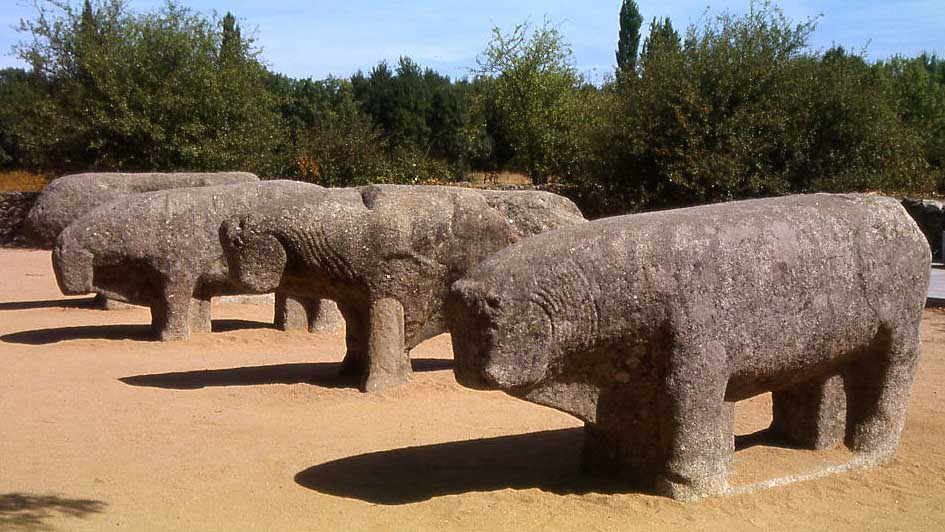
Toros de Guisando, Provinz Ávila

## Verbreitung
Die meisten dieser insgesamt etwa 400 Figuren bzw. Figurenreste befinden sich in den spanischen Provinzen Salamanca, Ávila, Zamora, Cáceres und Segovia. Auch in den portugiesischen Provinzen Beira Interior Norte und Trás-os-Montes existieren einige Exemplare, so dass das Verbreitungsgebiet weitgehend mit dem Norden der antiken römischen Provinz Lusitania identisch ist. Aus antiken Quellen weiß man, dass hier vor der Ankunft der Römer verschiedene keltische Stammesgruppen der Vettonen ihr Siedlungsgebiet hatten und so werden die Verracos häufig mit diesem Volksstamm in Verbindung gebracht.

## Skulpturen
Die meisten der im Lauf von etwa 2500 Jahren stark von Wind und Wetter abgeschliffenen Figuren können keiner Tiergruppe eindeutig zugewiesen werden – einige sind jedoch durch ihre Hauer eindeutig als Eber charakterisiert, andere ähneln in hohem Maße Stieren; wieder andere sind so stark erodiert, dass sie von den Einheimischen scherzhaft als burro („Esel“) oder mula („Maultier“) bezeichnet werden. Eine weitere Skulptur in El Oso (Ávila) wird als „Bär“ angesehen. Meist stehen sie vereinzelt; nur die vier mit einiger Sicherheit als Stiere identifizierbaren Toros de Guisando bzw. die beiden Figuren von Villatoro (Provinz Ávila) bilden – wahrscheinlich in späterer Zeit zusammengestellte – Gruppen.

## Bilder

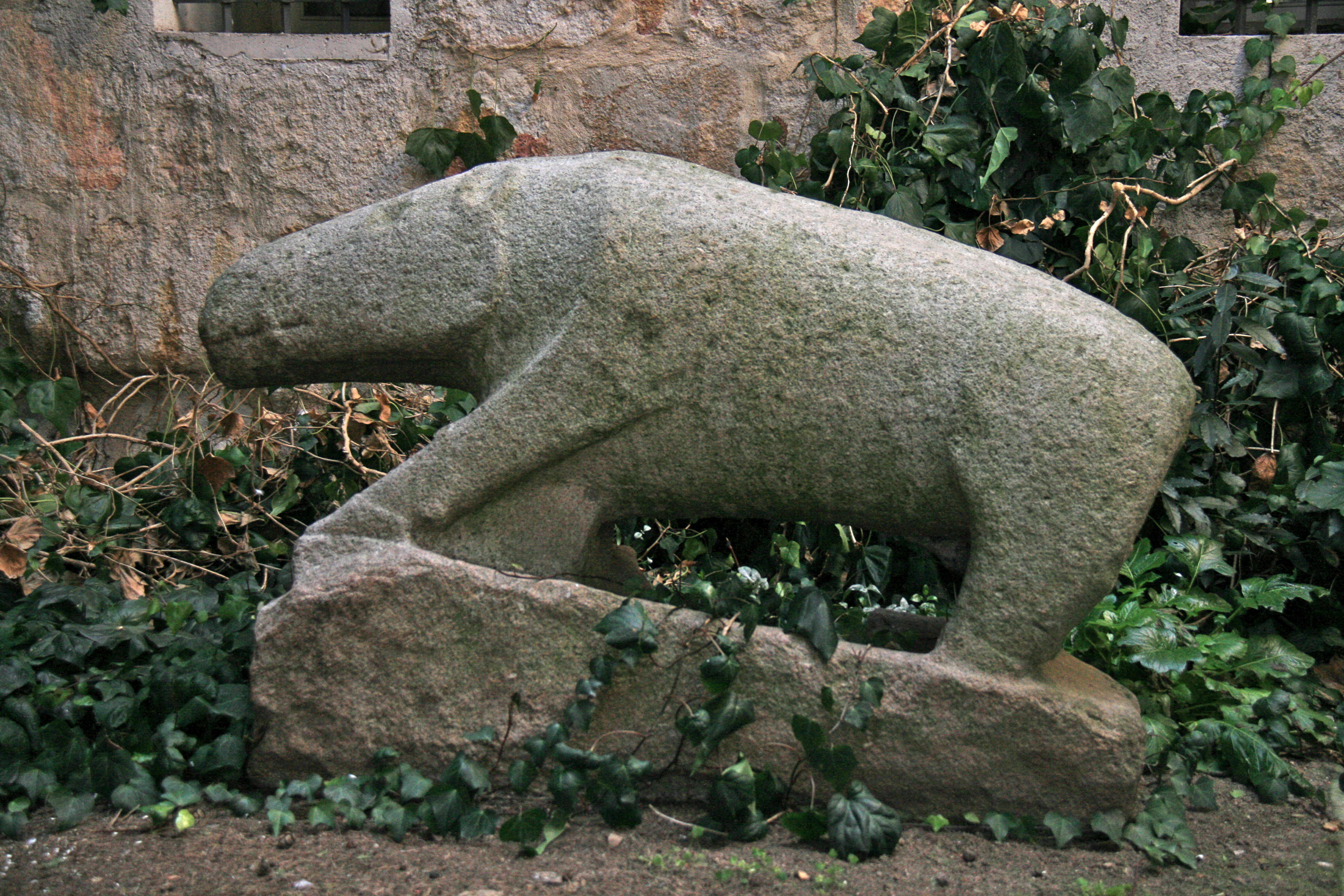
Salamanca
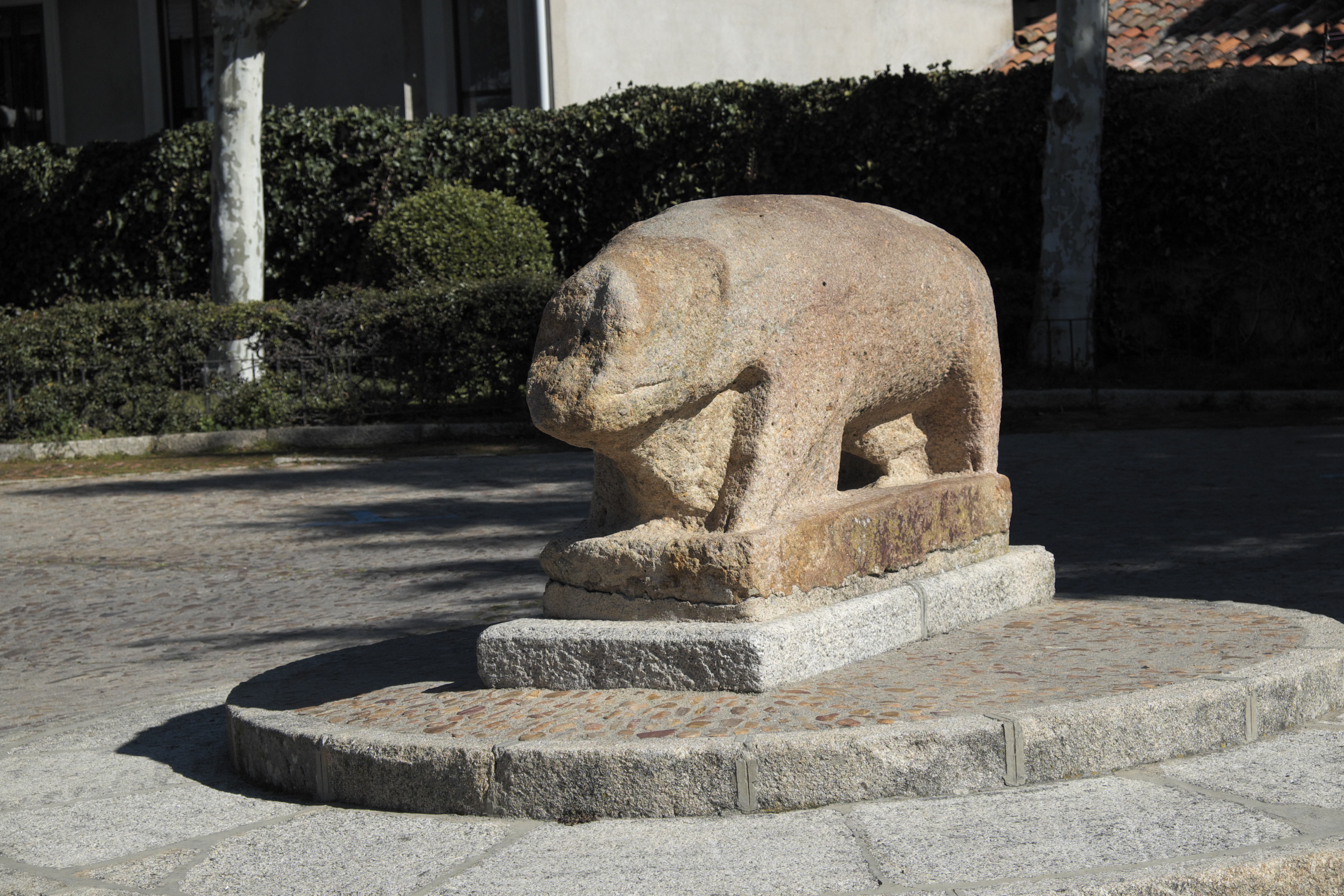
Ciudad Rodrigo, Provinz Salamanca
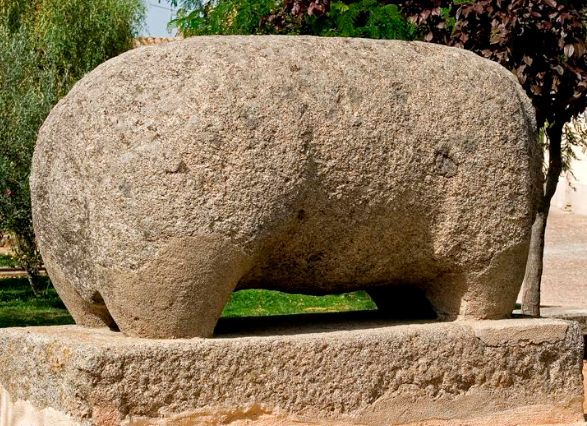
Ledesma, Provinz Salamanca
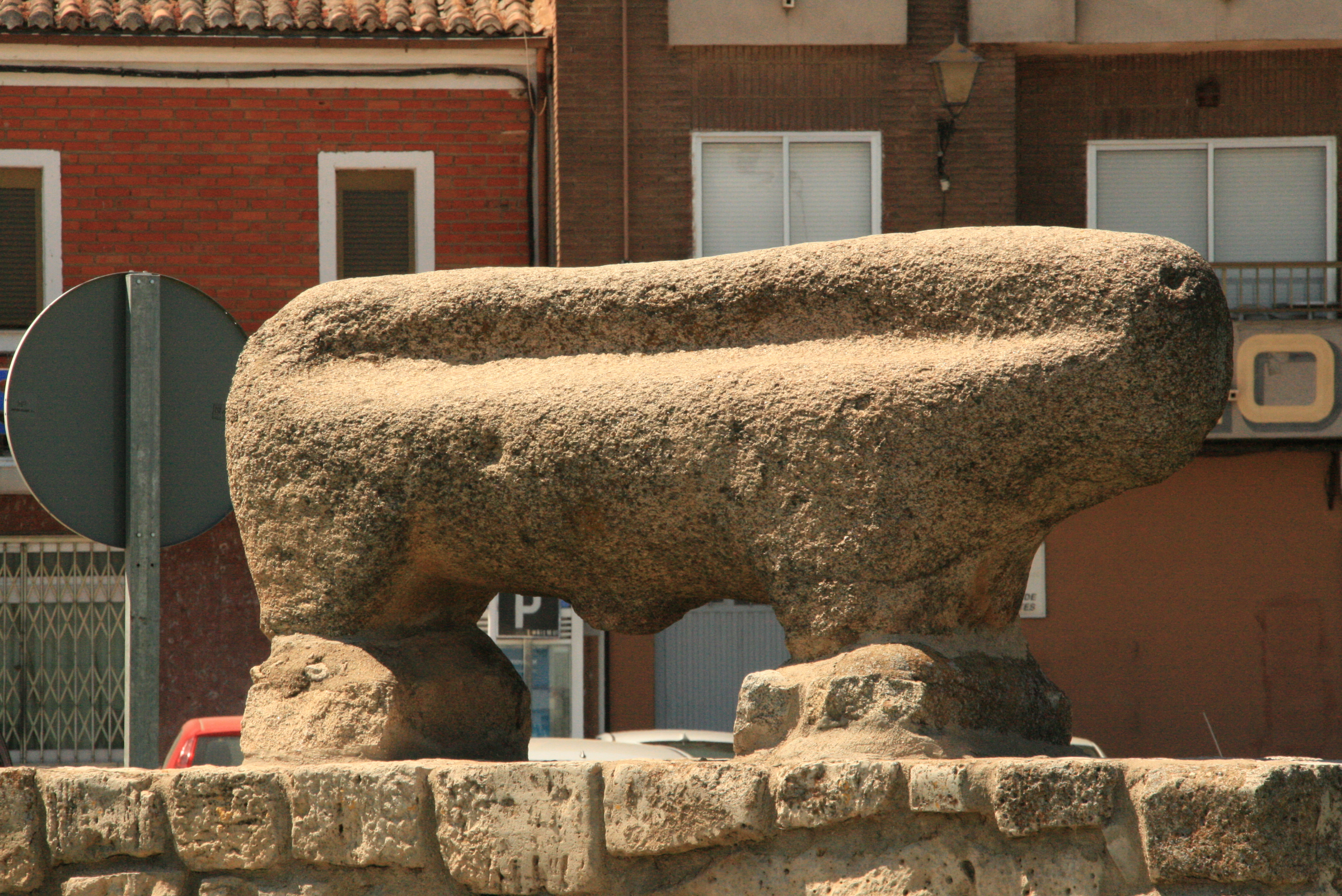
Toro, Provinz Zamora
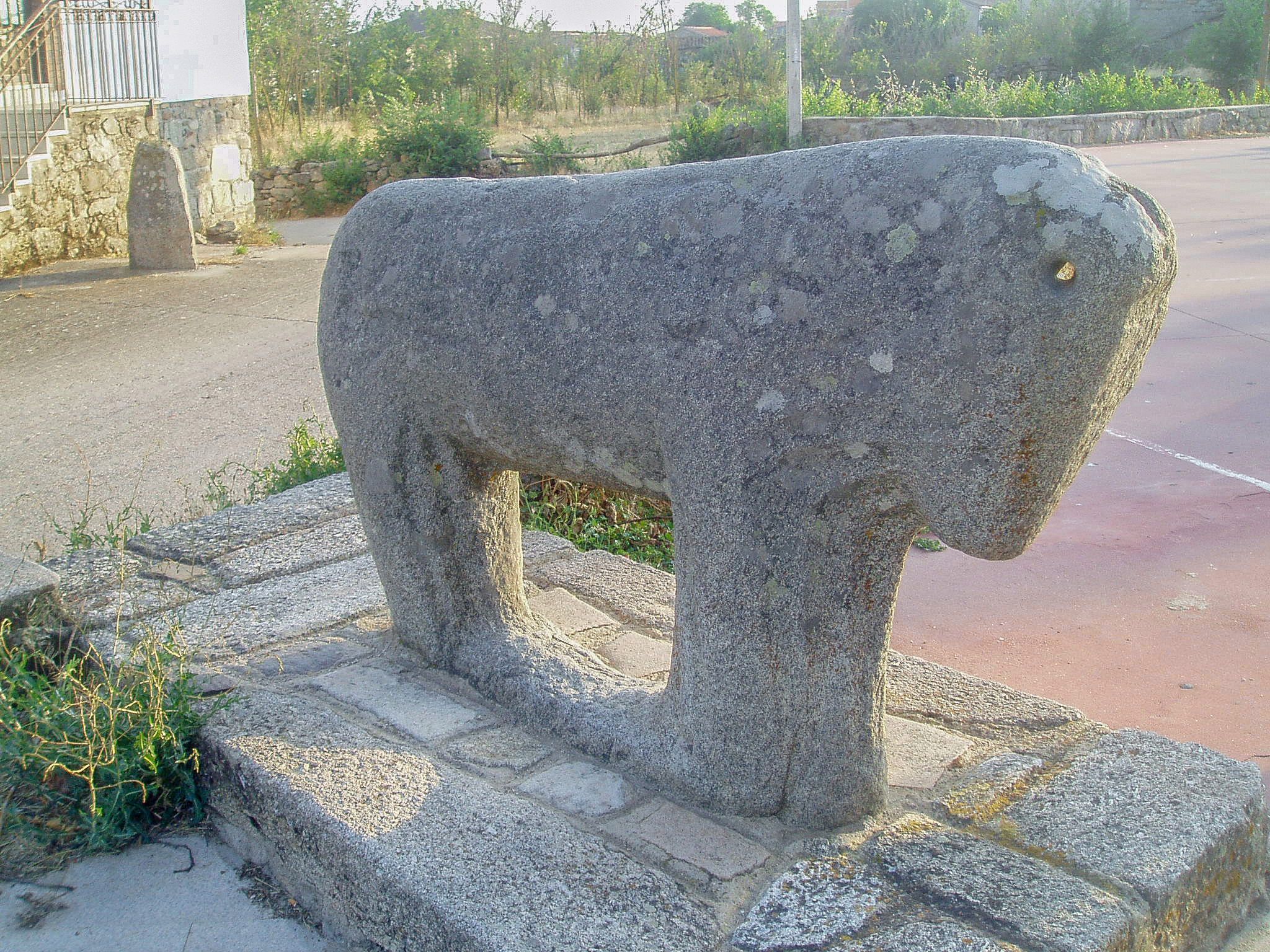
Villardiegua de la Ribera, Provinz Zamora
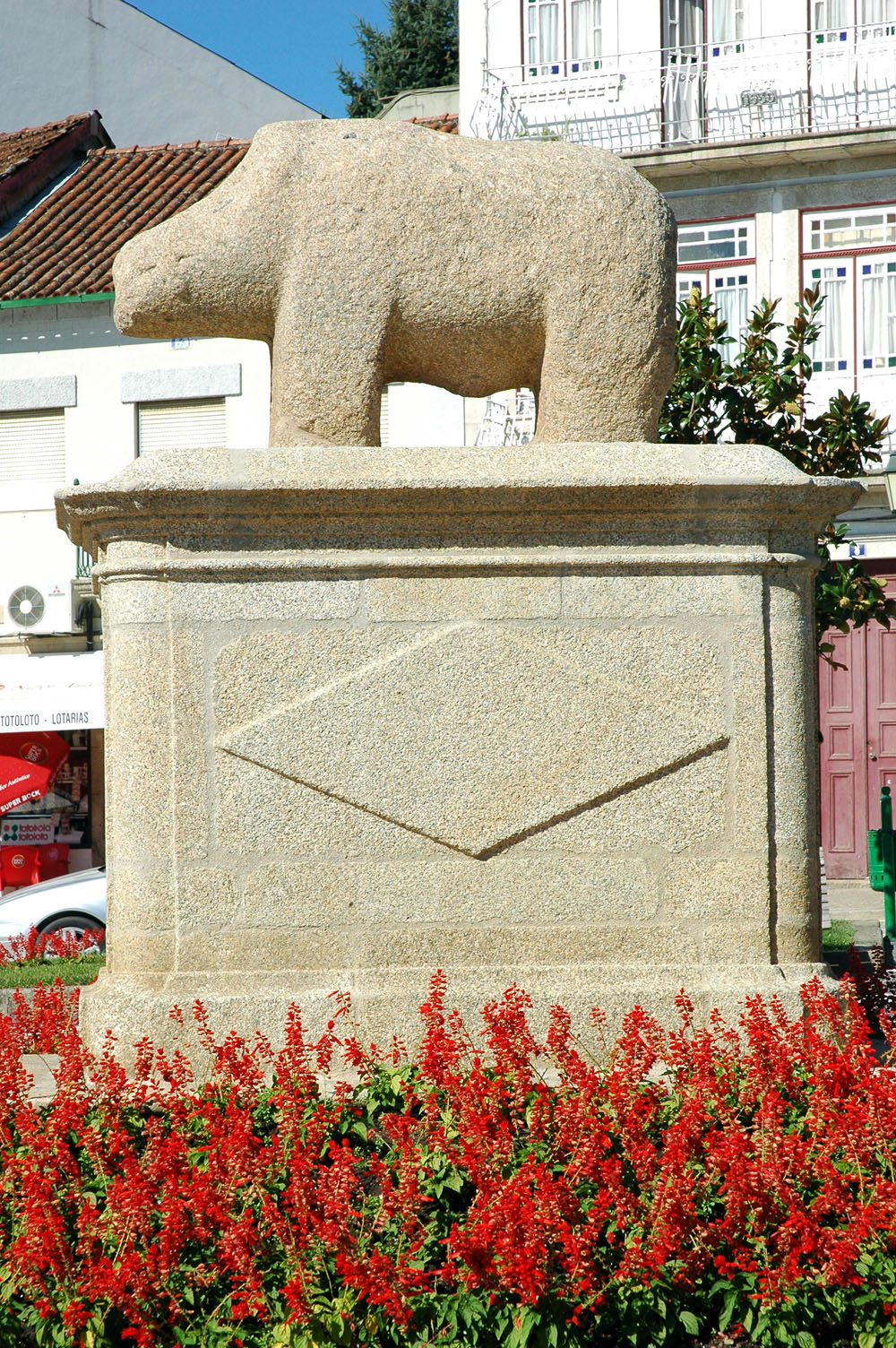
Murça, Portugal

## Bedeutung
Viele Forscher bringen die Tierfiguren mit dem in einigen Gebieten Südeuropas verbreiteten Stierkult in Verbindung; andere sehen sie gar als Vorläufer des Stierkampfs. Da viele Exemplare aber eindeutig als Eber gekennzeichnet sind, ist dies nicht letztlich kaum belegbar. Einige Forscher bringen sie mit der in Spanien wohl schon lange verbreiteten Tierzucht in Verbindung; andere sehen sie als Schutzgeister von Mensch und Tier.

## Neuschöpfungen
In jüngerer Zeit wurden in den Bergregionen der Provinz Salamanca erneut Steinmonumente in Form von Schweinen aufgestellt (z. B. in La Alberca), die an die Bedeutung dieses Tiers für das Überleben der Menschen erinnern sollen.